# Iglesia de la Dormición de María (Targóvishte)
La Iglesia de la Dormición de María (en búlgaro: Църква Свето Успение Богородично, Tsarkva Sveto Uspenie Bogorodichno) es un edificio de la Iglesia Ortodoxa en Tărgovište. Es uno de los mejores ejemplos de mediados y finales del Nacional de Bulgaria arquitectura religiosa del Renacimiento.

## Historia y arquitectura

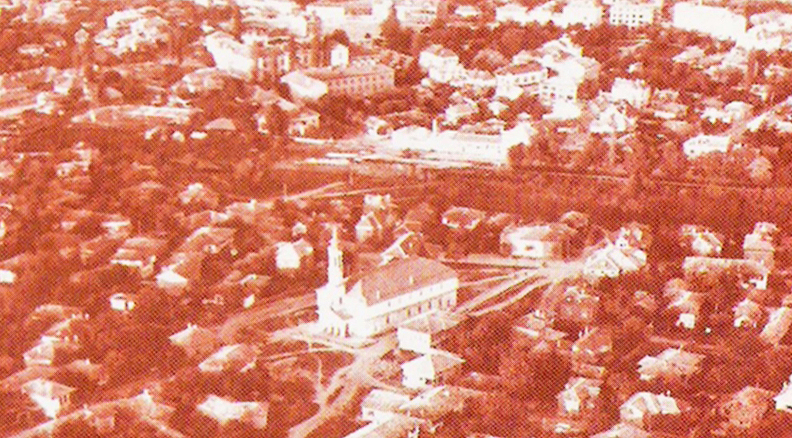
1930.

El edificio está situado en el barrio de Varosha - la vieja ciudad de Tărgovište.
La iglesia fue construida en el período 1847-1851 por Usta Dimitar de la Escuela de Tryavna. Inicialmente, la torre del campanario era una estructura de madera al lado del edificio. Las tres-naves d iglesia está construida en piedra en 510 metros cuadrados. En 1860, la decoración de interiores, incluido el coro de la pantalla, se hizo, de nuevo por los artistas de la Escuela Tryavna. En el comienzo del siglo XX, el elegante campanario actual fue añadido por Gencho Novakov, en un diseño del italiano Forlani Paul.

## Galería

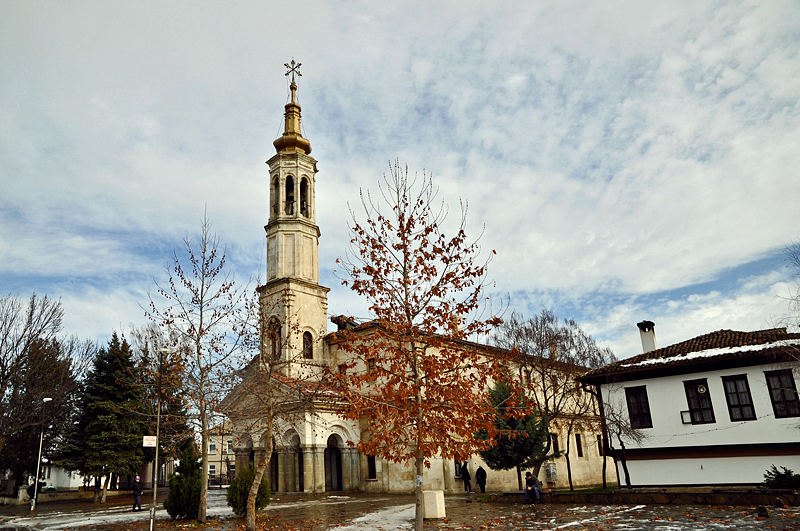
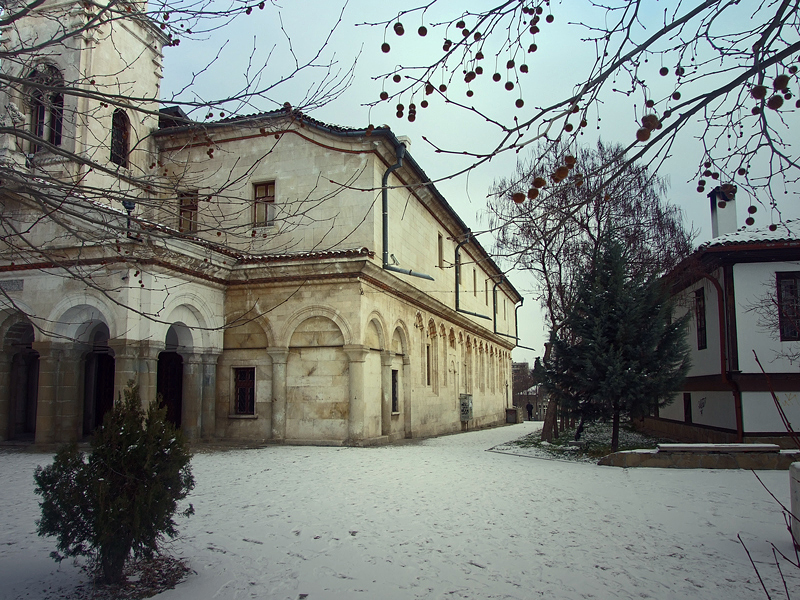
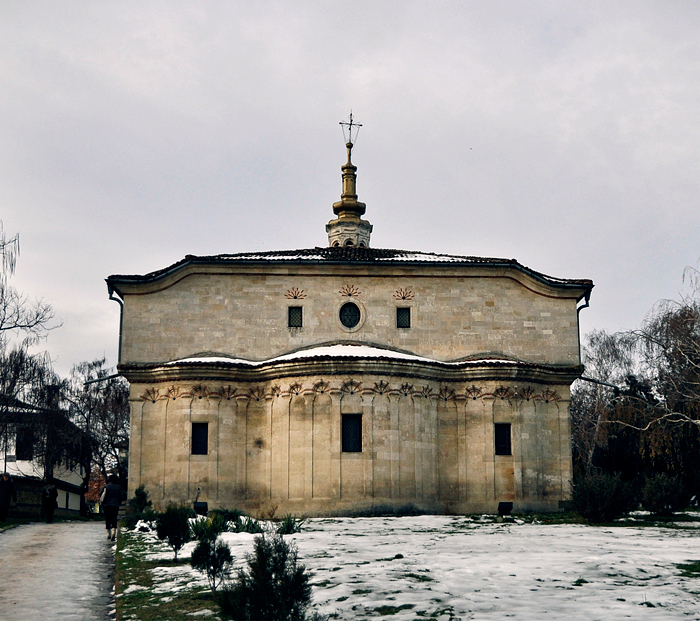
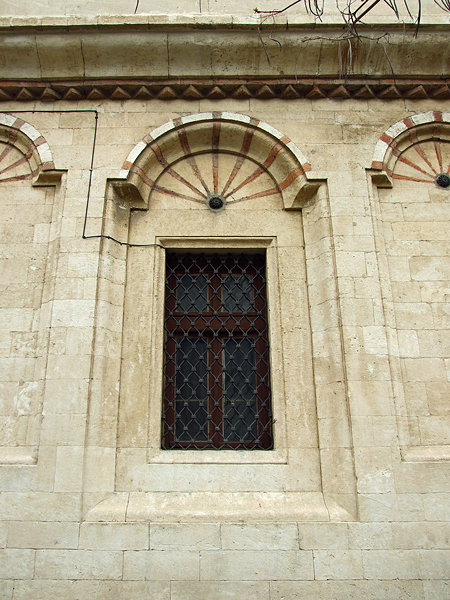